# Coppa KOVO 2024 (maschile)
La Coppa KOVO 2024, 19ª edizione della coppa di lega sudcoreana maschile di pallavolo, si è svolta dal 21 al 28 settembre 2024: al torneo hanno partecipato 8 squadre di club sudcoreane e la vittoria finale è andata per la quinta volta agli Hyundai Skywalkers.

## Regolamento

### Formula
La competizione prevede due fasi, quella preliminare e quella finale:
- Nella fase preliminare le sette squadre provenienti dalla V-League e la formazione dell'esercito del Sangmu vengono divise in due gironi da quattro squadre, al termine dei quali le prime due classificate di ciascun girone si qualificano alla fase finale;
- Nella fase finale le formazioni qualificate si sfidano in incontri di semifinale e finale in gara unica, con gli accoppiamenti basati sul posizionamento nella fase preliminare.

### Criteri di classifica
L'ordine del posizionamento in classifica è stato definito in base a:
- Numero di partite vinte;
- Ratio dei punti realizzati/subiti;
- Ratio dei set vinti/persi.

## Squadre partecipanti
| Girone A           | Girone B          |
| ------------------ | ----------------- |
| Hyundai Skywalkers | KEPCO Vixtorm     |
| KB Stars           | Samsung Bluefangs |
| Korean Air Jumbos  | Sangmu            |
| OK Okman           | Woori WON         |

## Torneo

### Fase a gironi

#### Gruppo A

##### Risultati
| 21 settembre 2024 Tongyeong Gymnasium, Tongyeong Durata: 1h:57 - Spettatori: 1 112 | KB Stars           | 1 - 3 | Korean Air Jumbos  | 15-25, 25-23, 24-26, 15-25        |
| 21 settembre 2024 Tongyeong Gymnasium, Tongyeong Durata: 1h:40 - Spettatori: 1 810 | OK Okman           | 0 - 3 | Hyundai Skywalkers | 28-30, 21-25, 11-25               |
| 23 settembre 2024 Tongyeong Gymnasium, Tongyeong Durata: 1h:20 - Spettatori: 602   | OK Okman           | 0 - 3 | Korean Air Jumbos  | 22-25, 19-25, 22-25               |
| 23 settembre 2024 Tongyeong Gymnasium, Tongyeong Durata: 2h:30 - Spettatori: 676   | Hyundai Skywalkers | 3 - 2 | KB Stars           | 25-19, 25-21, 24-26, 22-25, 15-9  |
| 25 settembre 2024 Tongyeong Gymnasium, Tongyeong Durata: 2h:21 - Spettatori: 1 191 | Korean Air Jumbos  | 3 - 2 | Hyundai Skywalkers | 25-22, 20-25, 25-23, 17-25, 15-13 |
| 25 settembre 2024 Tongyeong Gymnasium, Tongyeong Durata: 1h:25 - Spettatori: 544   | KB Stars           | 0 - 3 | OK Okman           | 22-25, 18-25, 21-25               |

##### Classifica
| Pos. | Squadra            | G | V | P | SV | SP | Ratio | PF  | PS  | Ratio |
| ---- | ------------------ | - | - | - | -- | -- | ----- | --- | --- | ----- |
| 1    | Korean Air Jumbos  | 3 | 3 | 0 | 9  | 3  | 3,000 | 276 | 250 | 1,117 |
| 2    | Hyundai Skywalkers | 3 | 2 | 1 | 8  | 5  | 1,600 | 299 | 262 | 1,141 |
| 3    | OK Okman           | 3 | 1 | 2 | 3  | 6  | 0,500 | 198 | 216 | 0,917 |
| 4    | KB Stars           | 3 | 0 | 3 | 3  | 9  | 0,333 | 240 | 285 | 0,793 |

      Qualificata in semifinale.

#### Gruppo B

##### Risultati
| 22 settembre 2024 Tongyeong Gymnasium, Tongyeong Durata: 2h:08 - Spettatori: 615   | Samsung Bluefangs | 3 - 2 | Woori WON         | 25-23, 20-25, 25-22, 21-25, 15-13 |
| 22 settembre 2024 Tongyeong Gymnasium, Tongyeong Durata: 2h:09 - Spettatori: 1 375 | KEPCO Vixtorm     | 1 - 3 | Sangmu            | 34-32, 23-25, 22-25, 17-25        |
| 24 settembre 2024 Tongyeong Gymnasium, Tongyeong Durata: 1h:31 - Spettatori: 573   | Woori WON         | 3 - 0 | KEPCO Vixtorm     | 25-23, 25-23, 25-21               |
| 24 settembre 2024 Tongyeong Gymnasium, Tongyeong Durata: 1h:55 - Spettatori: 241   | Sangmu            | 1 - 3 | Samsung Bluefangs | 25-21, 23-25, 19-25, 27-29        |
| 26 settembre 2024 Tongyeong Gymnasium, Tongyeong Durata: 2h:14 - Spettatori: 635   | Samsung Bluefangs | 3 - 2 | KEPCO Vixtorm     | 28-26, 19-25, 17-25, 25-23, 15-10 |
| 26 settembre 2024 Tongyeong Gymnasium, Tongyeong Durata: 2h:27 - Spettatori: 404   | Woori WON         | 2 - 3 | Sangmu            | 25-22, 20-25, 25-14, 26-28, 13-15 |

##### Classifica
| Pos. | Squadra           | G | V | P | SV | SP | Ratio | PF  | PS  | Ratio |
| ---- | ----------------- | - | - | - | -- | -- | ----- | --- | --- | ----- |
| 1    | Samsung Bluefangs | 3 | 3 | 0 | 9  | 5  | 1,800 | 310 | 311 | 0,997 |
| 2    | Sangmu            | 3 | 2 | 1 | 7  | 6  | 1,167 | 305 | 305 | 1,000 |
| 3    | Woori WON         | 3 | 1 | 2 | 7  | 6  | 1,167 | 292 | 277 | 1,054 |
| 4    | KEPCO Vixtorm     | 3 | 0 | 3 | 3  | 9  | 0,333 | 272 | 286 | 0,830 |

      Qualificata in semifinale.

### Fase finale
|  | Semifinali         | Semifinali |                    |                   | Finale | Finale |  |
|  |                    |            |                    |                   |        |        |  |
|  | Korean Air Jumbos  | 3          |                    |                   |        |        |  |
|  | Korean Air Jumbos  | 3          |                    |                   |        |        |  |
|  | Sangmu             | 0          |                    |                   |        |        |  |
|  | Sangmu             | 0          |                    | Korean Air Jumbos | 2      |        |  |
|  |                    |            |                    | Korean Air Jumbos | 2      |        |  |
|  |                    |            | Hyundai Skywalkers | 3                 |        |        |  |
|  | Samsung Bluefangs  | 2          | Hyundai Skywalkers | 3                 |        |        |  |
|  | Samsung Bluefangs  | 2          |                    |                   |        |        |  |
|  | Hyundai Skywalkers | 3          |                    |                   |        |        |  |

#### Semifinali
| 27 settembre 2024 Tongyeong Gymnasium, Tongyeong Durata: 2h:10 - Spettatori: 1 073 | Samsung Bluefangs | 2 - 3 | Hyundai Skywalkers | 16-25, 21-25, 25-17, 25-22, 12-15 |
| 27 settembre 2024 Tongyeong Gymnasium, Tongyeong Durata: 1h:27 - Spettatori: 561   | Korean Air Jumbos | 3 - 0 | Sangmu             | 25-22, 25-23, 25-21               |

#### Finale
| 28 settembre 2024 Tongyeong Gymnasium, Tongyeong Durata: 2h:21 - Spettatori: 1 922 | Korean Air Jumbos | 2 - 3 | Hyundai Skywalkers | 25-15, 23-25, 25-19, 19-25, 13-15 |

## Premi individuali
| Premio                 | Giocatore         | Squadra            |
| ---------------------- | ----------------- | ------------------ |
| MVP                    | Heo Su-bong       | Hyundai Skywalkers |
| Most Impressive Player | Yosvany Hernández | Korean Air Jumbos  |
| Rising star            | Lee Jun-hyeop     | Hyundai Skywalkers |